# 27-й понтонно-мостовой полк

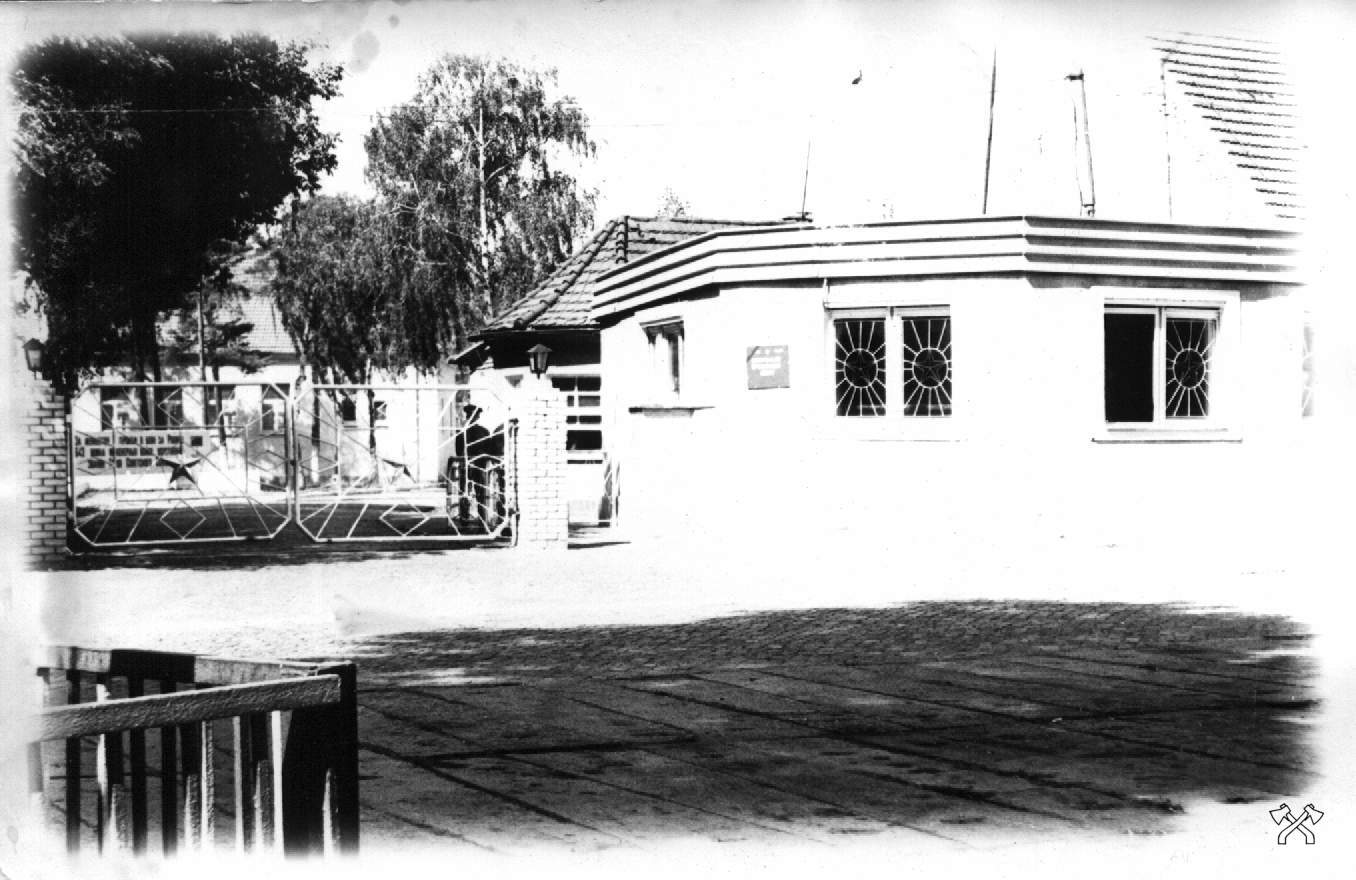
Контрольно-пропускной пункт 27-го отдельного понтонно-мостового полка, 1981 год

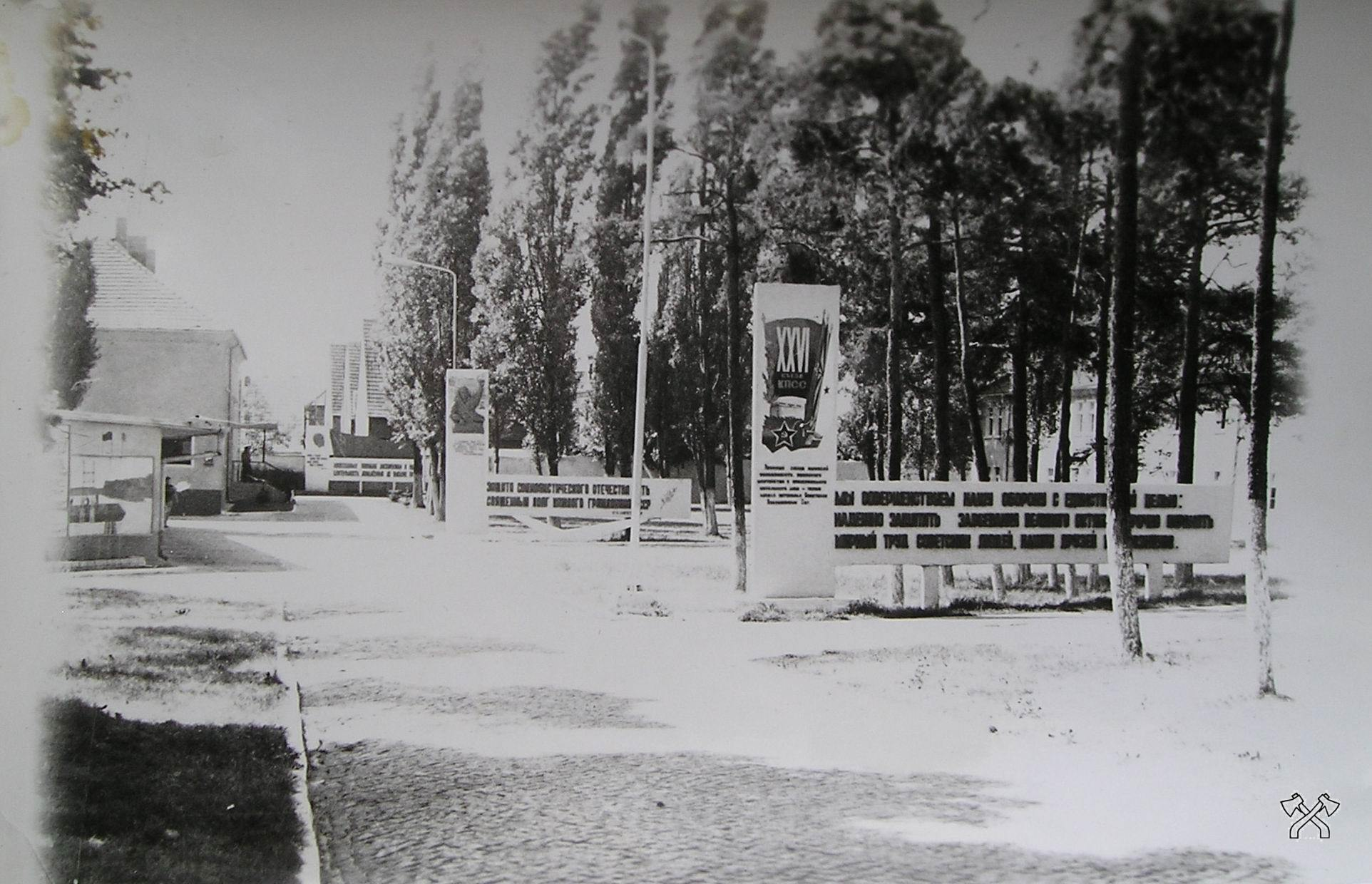
Пункт постоянной дислокации полка, дорога от КПП к штабу

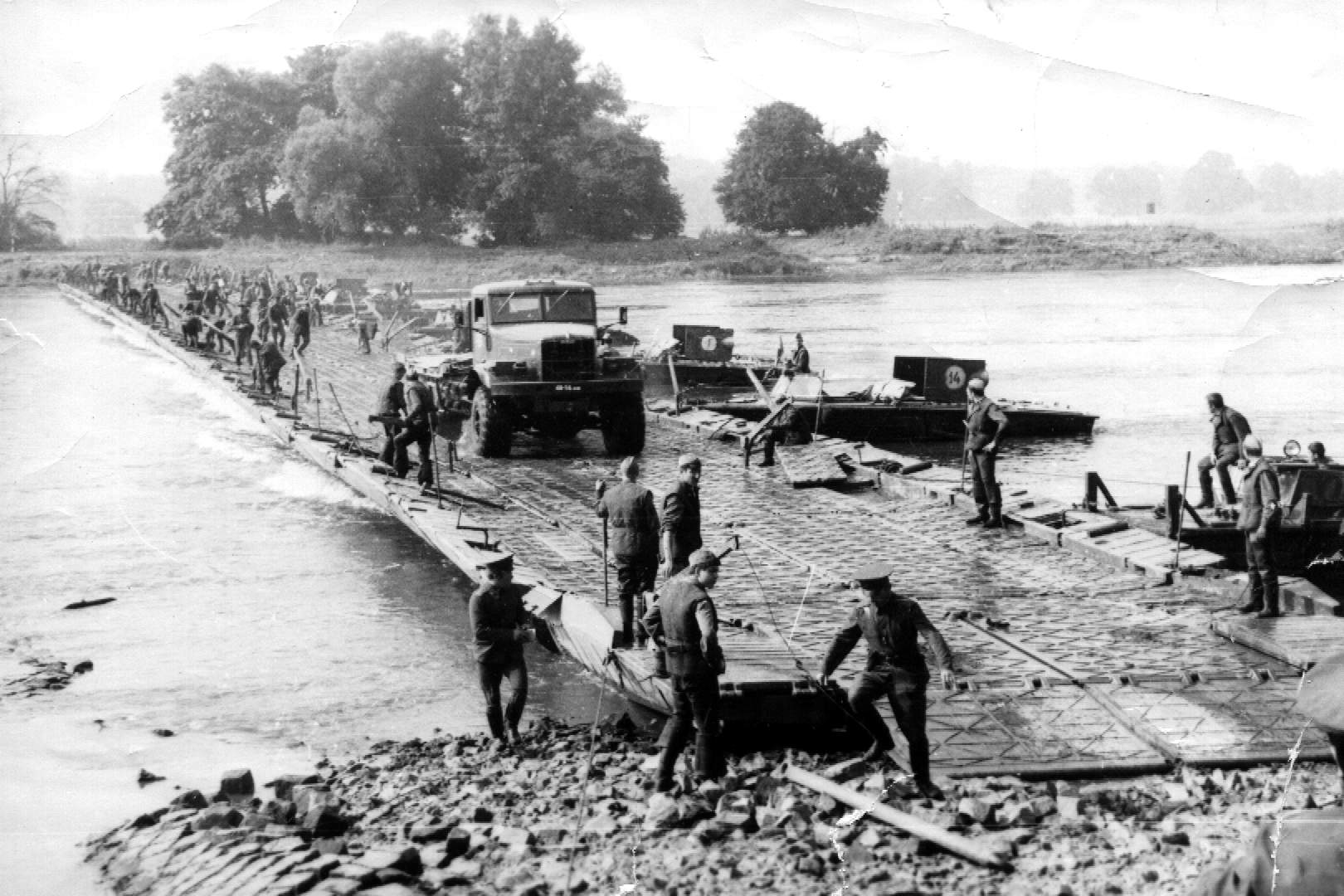
Наплавной мост из понтонного парка ПМП наведённый 27 помп через реку Эльба

27-й отдельный понтонно-мостовой полк — воинская часть инженерных войск ВС СССР, в составе Группы советских войск в Германии (ГСВГ).
Условное наименование — полевая почта (П.П) № 50920. Полк группового подчинения, то есть его командир непосредственно подчинился начальнику инженерной службы (НИС) ГСВГ. Дислоцировался в Аполленсдорфе, на окраине Виттенберга. Расформирован на территории Германии при ликвидации ЗГВ (ГСВГ)

## История
26 октября 1943 года в соответствии с директивой Генерального штаба Красной армии № ОРГ/5/8564, от 13 октября 1943 года, было принято решение о сформировании 7-й моторизованной понтонно-мостовой бригады резерва главного командования.
Бригада (П.П. № 15833) сформирована 26 октября 1943 года на Белорусском фронте в городе Новозыбков Брянской область в составе:
- управление бригады;
- рота управления;
- 61-й Днепровский моторизованный понтонно-мостовой батальон (П.П. № 14196);
- 63-й моторизованный понтонно-мостовой батальон (П.П. № 11017);
- 136-й моторизованный понтонно-мостовой батальон (П.П. № 33095);
- 50-й моторизованный понтонно-мостовой батальон (с 12.11.1943 г. 138 мпмб, П.П. № 47925).

По окончании военных действий 10 мая 1945 года бригада передислоцирована из Берлина в Бад-Заров, южнее Фюрстенвальде. С 10 по 15 декабря 1945 передислоцирована в город Рослау, 5 км севернее Дессау, далее в Магдебург.
В июне 1946 года, в связи с демобилизацией СССР, 7 помбр переформирована в 36-й понтонно-мостовой полк. В июле 1951 года 36 помп переформирован в 53-ю понтонно-мостовую бригаду.
В июне 1954 года 53 помбр, в связи с Хрущёвскими сокращениями, переформирована в 36-й понтонно-мостовой полк.
В процессе переформирования бригады в 1954 году на базе штаба бригады и двух понтонно-мостовых батальонов был сформирован 36-й понтонно-мостовой Лодзинский Краснознамённый орденов Суворова и Кутузова полк. Почётное наименование и награды бригады остались в 36 помп.
Два понтонно-мостовых батальона были передислоцированы в Апполенсдорф, где на их базе был сформирован 27-й понтонно-мостовой полк, без почётного наименования и наград. В музее полка и аллее боевой славы полка были отмечены боевой путь 7 помбр и её герои.

### Боевой путь бригады
На Белорусском и 1-м Белорусском фронтах (21.10.1943 г. — 09.05.1945 г.) бригада участвовала в Гомельско-Речицкой, Калинковичско-Мозырьской, Бобруйской, Минской, Люблин-Брестской, Варшавско-Познанской, Восточно-Померанской и Берлинской наступательных операциях.
Бригада обеспечивала переправу войск через реки:
- Сож;
- Припять;
- Днепр;
- Друть;
- Березина;
- Свислочь;
- Неман;
- Западный Буг;
- Нарев;
- Висла;
- Пилица;
- Варта;
- Одер;
- Шпрее;
- Даме.

Каналы:
- Фридландшторм;
- Тельтов;
- Шпандауэр;
- Ландвер.

Бригада участвовала в освобождении городов Гомель, Томашув, Лодзь, Кутно, Кюстрин, Франкфурт-на-Одере, Панков и Берлин.
Бригадой пройден боевой путь 2800 км по маршруту: Новозыбков — Гомель — Речица — район Жлобина — Рогачёв — район Бобруйска — Минск — Столбцы — Барановичи — Слоним — Волковыск — Вельск — Вышкув — район Варшавы — Лодзь — район Познани — Кюстрин — Геритц — Берлин.
Бригадой:
- построено деревянных мостов — 524, общей длиной 20260 пог. м.;
- восстановлено 290 мостов общей длиной 4650 пог. м.;
- построено новых дорог — 117 км;
- отремонтировано дорог — 860 км;
- расчищено дорог от снега — 250 км;
- наведено переправ из подручных средств — 24, общей длиной 1400 пог. м.;
- разминировано мин, фугасов и мин-сюрпризов — 580;
- отрыто траншей — 27 км.
- переправлено грузов:
  - танков — 10093 ед;
  - орудий — 31640 ед;
  - тягачей и тракторов — 4870 ед;
  - самоходных пушек — 3870 ед;
  - автомашин — 141800 ед;
  - подвод — 212800 ед;
  - лошадей и скота — 82000 голов;
  - личного состава — 393000 чел;
  - боеприпасов и других грузов — 12440 т.

### Награды бригады, перешедшие в 36 помп
- Орден Суворова II степени — за отличное выполнение боевых заданий командования по обеспечению прорыва обороны противника на реке Друть и переправы наших войск через реку Березина. Указ Президиума Верховного Совета ССР от 02.07.1944 г.
- Орден Красного Знамени — за обеспечение прорыва обороны немцев на плацдарме реки Висла и обеспечении форсирования реки Полица южнее Варшавы. Указ Президиума Верховного Совета Союза ССР от 19.02.1945 г.
- Почётное наименование «Лодзинский» присвоено за инженерное обеспечение боевых действий при овладении городом Лодзь и дальнейшее развитие наступления до реки Одер. Приказ Верховного Главнокомандующего от 19.02.1945 № 027.
- Орден Кутузова II степени — за обеспечение переправы войск через реку Одер, обеспечение развития наступления на Берлин и взятие Берлина.

## Герои Советского Союза бригады
- Боченков Иван Андреевич
- Красавин Михаил Васильевич
- Собянин Иван Васильевич
- Соломонов Александр Андреевич

## Командир

### 7 помбр
- 1943—1943 г. — подполковник Котляров И. Л.
- 1943—1945 г. — генерал-майор инженерных войск Яковлев В. А.

### 27 помп
- 1970—1975 г. — подполковник Кацафа М. А.
- 1975—1980 г. — полковник Ерохин А. С.
- 1980—1982 г. — полковник Таранов Виктор Алексеевич
- 1982—1985 г. — полковник Шпунтенко Юрий Андреевич
- 1985—1989 г. — полковник Красников А. А.
- 1990—1994 г. — полковник Шедловский В. К.